# El Olivar (Metro de Lima y Callao)
El Olivar es el nombre asignado a la quinta futura estación de la Línea 4 del Metro de Lima en Perú. La estación será construida de manera subterránea en el distrito de Callao.
En noviembre de 2024, se informó que las obras civiles de la estación tiene un avance de 45% 
Se encuentra en la intersección de la avenida Faucett con la calle Carbono.

## Descripción
El Olivar forma parte del primer tramo de la línea 4 que servirá como alimentador de la línea 2. Para evitar retrasos como lo ocurrido en la construcción de la línea 2, que originalmente tenía que haber entrado en funcionamiento parte de su recorrido en el 2020 pero que por retrasos fue aplazado hasta el 2024, el gobierno peruano construirá El Olivar así como el resto de la línea 3 y 4 como una obra pública e convenio con un gobierno extranjero.